# Дашинка
Да́шинка (укр. Дашинка) — село на Украине, основано в 1890 году, находится в Хорошевском районе Житомирской области.
Население по переписи 2001 года составляет 389 человек. Почтовый индекс — 12124. Телефонный код — 4145. Занимает площадь 1,557 км².

## Адрес местного совета
12124, Житомирская область, Хорошевский р-н, с. Дашинка, ул. Чкалова, 5, тел.: 71-2-31